# Мајкл Винкот
Мајкл Ентони Клаудио Винкот (енгл. Michael Anthony Claudio Wincott; Торонто, 21. јануар 1958), канадски је позоришни, филмски и ТВ глумац, филмски продуцент и музичар. Његов дубоки, храпави глас често је доводио до тога да је добијао улоге зликоваца.
Винкот такође има два брата, од којих је један глумац и борилачки уметник Џеф Винкот, звезда телевизијске серије из касних 1980-их Ноћна врућина.
Неке од његових најпознатијих улога су Гај од Гизборна у филмовима Робин Худ: Принц лопова (1991); капетан Рошфор у филму Три мускетара (1993), Топ Долар, главни антагониста у филму Врана (1994); музички могул Фило Гант у филму Чудни дани (1995); плаћеник Франк Елгин у Осми путник 4: Васкрснуће (1997), Арман Дорлеак у филму Гроф Монте Кристо (2002); хакер Адријан Крос у ТВ минисерији 24: Живи још један дан (2014); и сниматељ Антлерс Холст у филму Не (2022). Често је радио са редитељима Оливером Стоуном и Џулијаном Шнабелом, а појавио се у филмовима Ридлија Скота, Теренса Малика, Мајкла Чимина и Џима Џармуша.